# Csabrendek
Csabrendek nagyközség Veszprém vármegyében, a Sümegi járásban. A település eredetileg Szent István magyar király korától az 1950-es megyerendezésig Zala vármegyéhez tartozott.

## Fekvése
A Bakony utolsó nyúlványa, a sokak által csak Csúcsoshegynek nevezett, 374 méter magas Rendeki-hegy lábánál fekszik. A falu nagy része kisebb-nagyobb kiemelkedéseken terül el, így egyes utcáiban jelentős szintkülönbség-emelkedés figyelhető meg. A hegyről lenézve hosszan el lehet látni, mert észak-északnyugat irányban sík vidék fekszik.
Közlekedési szempontból viszonylag előnyös helyzetben van a település, amelynek központján a 7324-es út húzódik végig. Ez az út a 8-as főút devecseri és a 84-es főút sümegi szakaszát köti össze: a Sopron térségét a Balatonnal összekapcsoló 84-es út keresztezése mindössze 4 kilométerre van a településtől, a 8-as főút a központtól 16,5 kilométerre húzódik. A község északi határában ágazik még ki az előbbi útból a 7325-ös út, amely Veszprémgalsa és Zalaszegvár érintésével a már Vas vármegyéhez tartozó Nemeskeresztúrig húzódik
A településnek a központjától keletre több külterületi településrésze is van, ezek távolsági sorrendben az alábbiak: Csabpuszta, Kistárkánypuszta, Nagytárkánypuszta és Darvastó. A falu felől ezek csak önkormányzati, mezőgazdasági úton érhetők el; Darvastó és Nagytárkánypuszta településekre viszont öt számjegyű országos közút is vezet (73 158-as számozással), de az a központtól távol húzódik: a Nyirádot Sümeggel összekötő 7321-es útból ágazik ki.
Csabrendek szomszédos települései: Sümeg, Nyirespuszta, Gyepükaján, Zalagyömörő és Szentimrefalva. A 15-20 kilométeres körzetben több város is található: Sümeg mellett Devecser, Ajka és Tapolca. Közelében folyik a Meleg-víz, amely a Marcal egyik mellékfolyója.

## Története
Csabrendek ősi település, már a kőkorszakban is éltek emberek a Csúcshegy lejtőjén, amikor a mélyebben fekvő részeket még tenger borította. Később a kelták, majd a rómaiak lakták a vidéket, majd őket a pannon szlávok, később pedig a szlovének követték. A község neve Rendek, de eredeti ejtése alapján többfelé elnevezése is ismeretes: például Rennek. A Rendek szó szláv eredetű, amely vörösércet jelent magyarra átfordítva. Ez utalást tesz a bauxittól vörösre festett földre, amely a környék egyik jellemzője.
A mai Csabrendek három részből épült össze, ezek a részek akkor külön falvak voltak: Rendek (1314-ig Villa Rennek, oklevélen említett név alapján), Al-Csad, Fel-Csab vagy Szentistváncsab. Akkoriban mind a három falucskának parochiás temploma volt. Azonban az érkező tatárok a falvakat a templomaikkal együtt elpusztították.
1428-ig Csabrendek jelentős településnek számított, Zala vármegye keleti részének járási székhelye volt. A török idő alatt a két Csab rész elnéptelenedésnek indult. Templomaikból már csak romok maradnak, amelyek aztán már fel sem épülnek. Mindeközben Rendek népes falu marad.
1632-ben a Sümeget környező hat település török uralom alá került, de a várat nem tudták bevenni. A Renneki és Chaby nemzetségből magát kinövő Csabi család uradalmai is odavesztek. A család tagjai, mint végvári katonák harcoltak a fenyegető török ellen.
A Csabiak elvesztett birtokai 1648-ban az Érsek családhoz, később pedig az említett famíliából leágazó köznemesi családokra szálltak át.
A harcok végeztével a három terület összefogásából született meg a mai Csabrendek őse. Itt a földesúr, Galánthai gróf Fekete György észak-magyarországi tót, cseh, morva és lengyel, majd pedig német telepeseknek adott otthont.
Szent Lőrinc egyháza romokba dőlt, amelyet 1725-ben újítottak fel. 1728-ban újból megalakult a csabrendeki plébánia, melyhez hozzácsatolták Gógánfát, Dabroncot, Ötvöst, Gyömörőt, valamint egy időre Gyepüt, és Kajánföldet is. A ma is álló plébánia templomot 1785-ben kezdték el építeni barokk stílusban. A Szent Lőrinc templomot 1843-ban megnagyobbították.
A 18. század végére a falu lakossága mezőgazdasággal és állattenyésztéssel foglalkozott. Sok takács, kerékgyártó, bognár volt ekkor a faluban. A német telepesek köréből kerültek ki főként a vargák, csizmadiák, szabók, kovácsok. Az iparosok száma a 19. század elejére lecsökkent, mivel a gabonatermesztés jó termést hozott, sokan a mezőgazdaság mellett döntöttek.
Az 1775-ös évre tehető a Fekete család kastélyának építése, amelyet hamarosan két Bogyai-kúria követett (1790 körül), hamarosan pedig az Érsek családnak is épült kúriája.
Többször járt itt Savanyú Jóska, az utolsó bakonyi betyár, mivel itt lakott a nővére, Savanyú Mária. Savanyó Jóska 1881-ben ki akarta rabolni csengeri Háczky Kálmán (1828–1904) földbirtokost, mert megtudta, hogy a testvérének, Háczky Sándornak 60 000 aranyforintért eladott egy birtokot Magyargencsen. 1881. augusztus 31-én embereivel körbevette Háczky Kálmán csabrendeki kúriáját. Aznap Háczky Kálmán együtt vadászott várbogyai és nagymádi Bogyay Antal (1828–1881) a volt sümegi szolgabíróval, orahoviczai és görcsönyi Mihálovich Lajossal és Czompó Lajos segédlelkésszel. A vacsorára várva kártyáztak, mikor este 8 és 9 óra között Savanyó Jóska hat emberével körbevették az épületet. Az ebédlőben ekkor fejezte be a terítést Vidos Ilonka házvezetőnő és a szolgáló éppen beszólt az uraknak a kártyaszobába, ahol várakoztak, hogy kész a vacsora. Ekkor lépett ki a szobából Bogyay Antal és azonnal vissza is ugrott félrelökve Háczky Kálmánt. Bogyay feltépte az ablakot és kiugrott rajta, mikor az ablak alatt álló Káplár Németh József nevezetű betyár lelőtte: a volt sümegi szolgabíró meghalt. A sikertelen rablási kísérlet után Savanyóék kimentek, attól való félelmükben, hogy a szobából rájuk lőnek. Távozásukkor azonban fenyegetőleg közölték a háziakkal, hogy még visszajönnek.
Változások történtek az uradalmak elosztásában és tulajdonlásában is. A Mihalpicsok birtokaiból 2000 holdnyi terület eladásra került. Az I. világháború után pedig teljesen új kézbe került minden, a tulajdonos pedig a zsidó marhakereskedőből lett földesúr, Grósz Lajos. A terület felét ölenként 15 koronáért parcellázta.
A környéken sok bauxit található. 1936-tól a falun át terjedtek a kutatások. Az első lelőhelyek a mai Nagytárkánypuszta mellett létesültek. 1949 nyarán pedig megkezdődött a termelőszövetkezetek kialakítása. A régi Barcza-kastély helyére kultúrkombinátot építettek. A római kori alsó kút helyére pedig törpe vízmű létesült.
1977. április 1-én a településhez csatolták a Veszprémgalsa Közös Tanácsot, amely magában foglalta: Hosztót, Szentimrefalva, Veszprémgalsa, Zalaszegvár falvakat. A rendszerváltás után létrejött a Csabrendek székhelyű körjegyzőség is.
Valahol a falu területén lévő erdőben terül el a régi zsidótemető, ahol a legfiatalabb sír kb. 90 éves.

## Közélete

### Polgármesterei
- 1990–1994: Barcza Jenő (független)[5]
- 1994–1998: Barcza Jenő (független)[6]
- 1998–2002: Turcsi József (független)[7]
- 2002–2006: Turcsi József (független)[8]
- 2006–2010: Turcsi József (független)[9]
- 2010–2014: Turcsi József (Fidesz-KDNP)[10]
- 2014–2019: Turcsi József (Fidesz-KDNP)[11]
- 2019–2024: Molnár László (független)[12]
- 2024– : Molnár László (független)[1]

## Népességalakulás
Mivel a nagyon régi időkben nem voltak pontos összeírások, így az adatokat viszonyítva csak a 18. század közepétől jelentíthetjük meg.
1745- körülbelül 950-1000 fő
1785- 1990 fő
1829- 2636 fő
1857- 2873 fő
1890- 3378 fő
1910- 3297 fő
1941- 3315 fő
1970- 3045 fő
1980- 2667 fő   (Adatok: Kovacsics-Ila művéből: Veszprém megye…)
2007- becsült adat 3080 fő
2021- 2969 fő
| Lakosok száma | 3113 | 3074 | 3048 | 2969 | 2925 | 2905 | 2902 |
|               | 2013 | 2014 | 2015 | 2021 | 2022 | 2023 | 2024 |

A 2011-es népszámlálás idején a lakosok 85,9%-a magyarnak, 2,5% cigánynak, 0,8% németnek mondta magát (13,9% nem nyilatkozott; a kettős identitások miatt az végösszeg nagyobb lehet 100%-nál). A vallási megoszlás a következő volt: római katolikus 68%, református 2,1%, evangélikus 0,7%, görögkatolikus 0,1%, izraelita 0,2%, felekezeten kívüli 9,2% (18,7% nem nyilatkozott).
2022-ben a lakosság 90,3%-a vallotta magát magyarnak, 1% cigánynak, 0,8% németnek, 0,1-0,1% lengyelnek, bolgárnak, ukránnak, románnak, horvátnak és szlovénnek, 1,4% egyéb, nem hazai nemzetiségűnek (9,1% nem nyilatkozott; a kettős identitások miatt a végösszeg nagyobb lehet 100%-nál). Vallásuk szerint 43,8% volt római katolikus, 1,9% református, 0,6% evangélikus, 0,1% görög katolikus, 1% egyéb keresztény, 1,3% egyéb katolikus, 5,5% felekezeten kívüli (45,7% nem válaszolt).

## Nevezetességei
- Bogyay-kúria

A barokk kúriát az 1790-es években építették, később pedig bővítették. Később önkormányzati lakásokat rendeztek el benne.
- Fekete-kastély

A késői barokk kastély 1790 körül épült, majd 1816-ban klasszicista stílusban átalakították. Figyelmet érdemelnek a szintén barokk gazdasági épületek is. A kastély tulajdonosa Fekete János volt, aki magyar kultúra és történelem egyik érdekes, jeles alakja.
1741-ben született Csabrendeken, apja országbírói címet szerzett, ő maga katona tábornoki tisztséggel és költő volt. Levelezett Voltaire-rel, akinek elküldte francia nyelvű verseit, néhány palack tokaji bor kíséretében. Kazinczy Ferenc állítása szerint Voltaire azt üzente, hogy a bor jobb, mint a versek. Részt vett 1792-ben Ferenc császár koronázásán is. 1803-ban hunyt el Fóton.
- Osztenhuber-kúria

A késő barokk kúria a 18. század végén emelkedett ki a föld felszínéből.
- Szent Lőrinc római katolikus templom

A késő barokk templom 1785-1797-ben átalakításon esett át. A főoltár, a két mellékoltár, a szószék, a szentélykorlát, és az első padok 1818-ban copf stílusban készültek el, de ezeket a nagyobb kényelem érdekében kicserélték 2006-ban. Ezen a helyen állt a középkorban emelt rendeki Szent Lőrinc-templom, mely a tatárjárás idején elpusztult, de hamarosan újjáépítették, amely folyamat a török kor alatt megismétlődött.
Az ősi titulus megmaradt, de a csabi templom patrónusának, Szent István vértanúnak képét is elhelyezték az oltár fölött Szent Lőrinc mellett. A nagy templom méretei: 34*10,8m.
Sok kár érte az idők folyamán: 1885-ben tűzvész pusztított benne, míg 1922-ben villámcsapás miatt kellett javítani, végül 1948-ban orkán erejű szél rongálta meg.
Érdemes megtekinteni az oltár falusi faragó által remekelt szobrát, a sekrestyében lévő barokk szekrény három mezőjében faragott domborműveket, Hingeller János pálos szerzetes munkáit.
- Templomrom:

A tárkányi mezőn látható templomrom, a hajdani Fel-Csab vagy Szentistváncsab 13. századi, román stílusú templomának maradványa.
- Templom tér:

Az egykori rendeki templomra épült barokk átépítés a Templom téren található. Ez a rész a falu közepén helyezkedik el, a mai templommal szemben, az óvoda épülete mellett. Az aszfaltburkolatú út körbehatárolásánál, szabadon áll. Az egyik oldalról rendezett közpark, a másik oldalról az óvodakert határolja.
Karbantartott park és emlékmű emeli a környék színvonalát. Ma kerítetlen és közcélúlag használt terület.
Az egykori templom a többszöri átépítés miatt jelentősen más képet mutat, mint az Árpád-korban felépített változat. A déli oldalon fal valószínű, ez az eredeti műből maradhatott meg. Nemcsak a félkörös, hanem az egyenes térlezárás is fellelhető a régi alapfalakban.

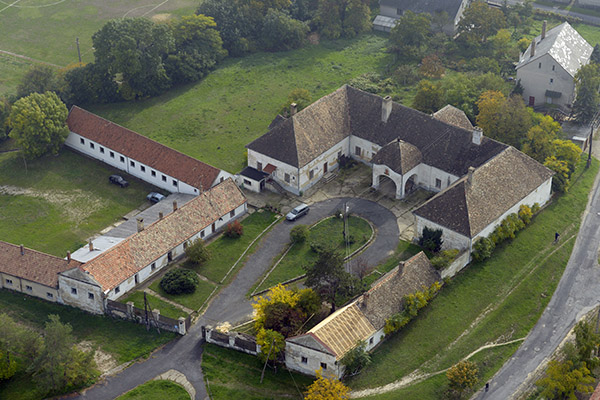
A Fekete-kastély légi felvételen
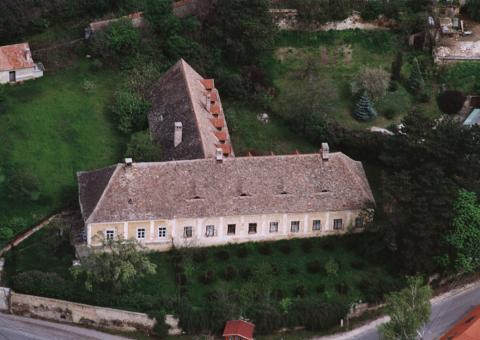
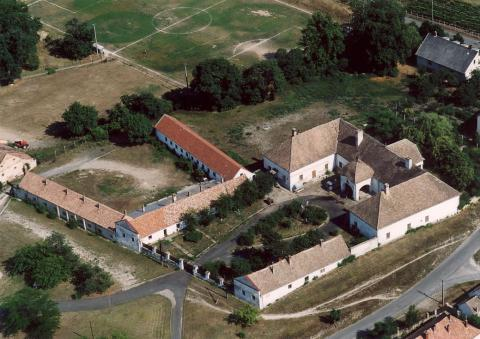
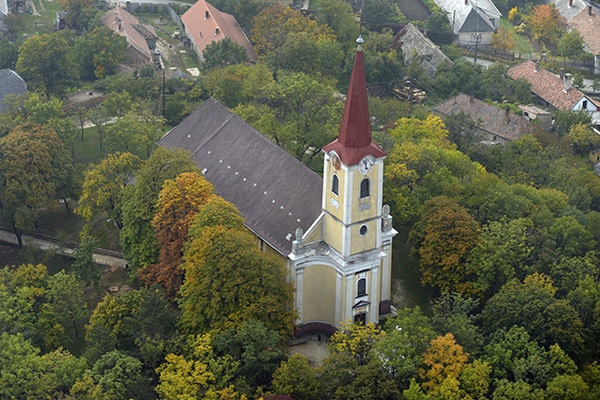
A Szent Lőrinc-templom madártávlatból
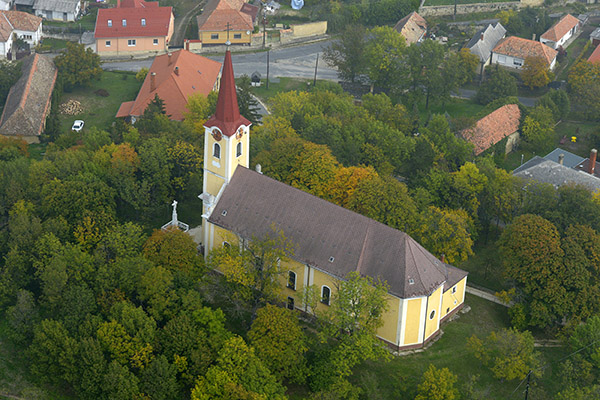
A Szent Lőrinc-templom a magasból
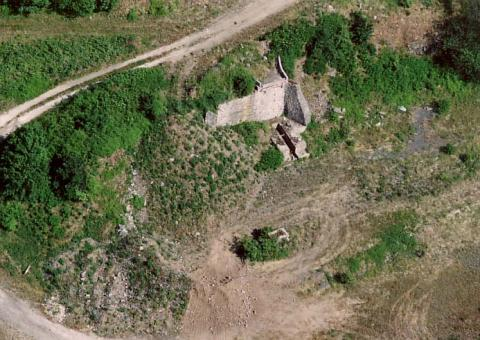

## Csabrendek ma
A település mai képe: néhány térrel gazdagított (Széchenyi tér, Templom tér). A gyermekek számára kitűnő idő eltöltésnek ad helyet a néhány helyre kialakított játszótér is (Például a művelődési ház mögött, Ibolya utca, Ifjúság utca). Bár az egykori mozi épületét ma már másra használják, időtöltésnek szolgálhatnak: a játszóterek, a könyvtár, a foglalkoztató hetek is.
A falu búcsú hétvégéjét minden olyan augusztus vasárnapon rendezik, ami a legközelebbi időpont Szent Lőrinc napjához.
A falu szüreti felvonulással egybekötött sportnapot és falunapot szokott tartani, amelynek ideje szeptember eleje.

## Híres emberek
- Itt született 1855. szeptember 1-én Dobó Sándor, 1918-ig Scheiber Sándor (Csabrendek, 1855. szeptember 1. – Győr, 1923. december 5.) színész, színigazgató.
- Itt született 1891. március 25-én Vörös János honvédelmi miniszter.
- Itt született 1825-ben Ádám Ferenc honvédőrnagy (Csabrendek, 1825 - Budapest, 1893.)
- Itt született 1741. november 10-én Fekete János galánthai költő, műfordító, tábornok (Csabrendek, 1741. november 10. – Fót, 1803. július 21.)
- Itt született Vázsonyi Jenő (Weiszfeld Jakab) (1864 – Budapest, 1940) közgazdász, gépészmérnök, a MÁV elnöke. Vázsonyi Vilmos politikus bátyja.
- Itt született 1892-ben Sümeghy József geológus (1892 - 1955)
- Itt született 1930. május 30-án Rab Edit színésznő, előadóművész (Csabrendek, 1930. május 30. – 2015. október 9.)
- Itt született 1941. április 27-én Horváth Márton Munkácsy Mihály-díjas üvegtervező, iparművész (Csabrendek, 1941. április 27. – 2013. március 8.)